# Kënga Magjike 2014
Kënga Magjike 2014 var den 16:e årliga upplagan av musiktävlingen Kënga Magjike och hölls mellan 11 och 13 december 2014 i Pallati i Kongreseve i Tirana. 
Bidrag till tävlingen kunde skickas in mellan 3 och 4 september 2014. Därefter valdes bidragen som fick tävla i tävlingen ut av en jury. Programledare för tävlingen var Ardit Gjebrea som lett tävlingen sen starten. I finalen var även programledarna från MAD TV med som programledare för tävlingen. Tävlingens bidrag kom likt tidigare år att presenteras varje söndag mellan 21 september och  30 november 2014.

## Deltagare
Tävlingens deltagare och deras bidrag började presenteras vid TV-programmet E diela Shqiptarë (albansk söndag) på TV Klan 21 september 2014. 
| Nr | Artist           | Låt                   | Text                          | Musik                       |
| -- | ---------------- | --------------------- | ----------------------------- | --------------------------- |
| 1  | Entela Zhula     | "Jeto"                | Albin Budini & Entela Zhula   | Albin Budini                |
| 2  | Julian Gjojdeshi | "Pse"                 | Pirro Çako                    | Gent Myftaraj & Pirro Çako  |
| 3  | Leart Ajeti      | "Ende të dua"         | Mithat Sadiku                 | Florent Boshnjaku           |
| 4  | Lorna            | "Selfie"              | Stine                         | Stine                       |
| 5  | Burn             | "Kohën do ktheja pas" | Ledian Nako & Endrit Mumajesi | Stivart Çela & Dino Zigelli |

| Nr | Artist       | Låt           | Text          | Musik                  |
| -- | ------------ | ------------- | ------------- | ---------------------- |
| 6  | Revolt Klan  | "Fillim i ri" | Florian Zyka  | Enis Mullaj            |
| 7  | Albana Azizi | "Për jetë"    | Xhejn Kumrija | Alfred Kaçinari        |
| 8  | Bon Bon Band | "Më ty"       | Bon Bon Band  | Bon Bon Band           |
| 9  | Samanta S    | "Play"        | Rozana Radi   | De Vox                 |
| 10 | Kastro Zizo  | "Vaj medet"   | Kastro Zizo   | Gramoz Kozeli & De Vox |

| Nr | Artist            | Låt                | Text              | Musik         |
| -- | ----------------- | ------------------ | ----------------- | ------------- |
| 11 | Elgit Doda        | "Insta"            | Elgit Doda        | Elgit Doda    |
| 12 | Anxhela Peristeri | "Ai po ikën"       | Adrian Hila       | Adrian Hila   |
| 13 | Foxy Ladies       | "Të mendoj"        | Foxy Ladies       | Bojken Lako   |
| 14 | Erik Lloshi       | "Diku të kam parë" | Endrit Mumajesi   | Kledi Bahiti  |
| 15 | Alex              | "Kristal"          | Aleksander Seitaj | Gent Myftaraj |

| Nr | Artist              | Låt               | Text            | Musik                       |
| -- | ------------------- | ----------------- | --------------- | --------------------------- |
| 16 | Vedat Ademi         | "Asgjë njësoj"    | Alban Skënderaj | Endrit Shani                |
| 17 | Egzona ft. Eni Zala | "Hala i jemi"     |                 |                             |
| 18 | Julian Lekoçaj      | "I thë lamtumirë" | Julian Lekoçaj  | Julian Lekoçaj & Bujar Daci |
| 19 | Irkenc Hyka         | "Ajo"             | Petro Xhori     | Irkenc Hyka                 |
| 20 | The Curlies         | "Nuk ke"          |                 |                             |

| Nr | Artist                                | Låt      |
| -- | ------------------------------------- | -------- |
| 21 | Orgesa Zaimi                          | "Sa keq" |
| 22 | Deborah                               | "Për ty" |
| 23 | Xhesika Polo                          | "Aura"   |
| 24 | Kelly                                 | "Asaj"   |
| 25 | Elizabeta Krasniqi & Black Shoes Band | "Bashkë" |

| Nr | Artist          | Låt            |
| -- | --------------- | -------------- |
| 26 | Rezarta Shkurta | "E dehur"      |
| 27 | Anxhela Noti    | "Psycho Lover" |
| 28 | Hit Man & Rolla | "Five Stars"   |
| 29 | Stefan Marena   | "Kape"         |
| 30 | Kledi Bahiti    | "Rastësi"      |

| Nr | Artist                 | Låt                  | Text       | Musik      |
| -- | ---------------------- | -------------------- | ---------- | ---------- |
| 31 | Çiljeta                | "Nuk e di pse më do" | Elgit Doda | Elgit Doda |
| 32 | Renis Gjoka            | "Dashuria ime ti"    |            |            |
| 33 | Stelina ft. Ghulo Esta | "AJ AJ AJ"           |            |            |
| 34 | Ina                    | "Të dua të veshtirë" |            |            |
| 35 | Ardit Cuni             | "Digju"              |            |            |
| 36 | Marjeta Billo          | "Nesë mundësh"       |            |            |

| Nr | Artist                        | Låt                       |
| -- | ----------------------------- | ------------------------- |
| 37 | Rezarta Smaja                 | "Shpirt i lirë"           |
| 38 | Kejsi Tola                    | "Iceberg"                 |
| 39 | Eva Imeri                     | "S'të mjafton një zemër"  |
| 40 | Aurel Thëllimi                | "Aktore"                  |
| 41 | Voltan Prodani & Classic Boys | "Ëndërrontë të vallëzoje" |

| Nr | Artist                        | Låt                    |
| -- | ----------------------------- | ---------------------- |
| 42 | Endri & Stefi Prifti          | "Mamën ti mos e gënje" |
| 43 | Renis Bibo                    | "Varka e dashurisë"    |
| 44 | Orinda Huta ft Landi          | "Winnie Winnie Pooh"   |
| 45 | Selma Bekteshi                | "Vështro"              |
| 46 | Leonora Poloska & Kanita Suma | "Digjëm për ty"        |

| Nr | Artist                          | Låt              |
| -- | ------------------------------- | ---------------- |
| 47 | Greta, Loreta & Xhovana Uldedaj | "Premtim i kotë" |
| 48 | B2N                             | "Ai djali"       |
| 49 | Alar Band                       | "Do jetë vonë"   |
| 50 | Aurela Gaçe & Young Zerka       | "Pa kontroll"    |
| 51 | Genta Ismajli                   | "Majë"           |

| Nr | Artist            | Låt                  |
| -- | ----------------- | -------------------- |
| 52 | Aldo Bardhi       | "Gjethë vjeshtë"     |
| 53 | Amarildo Shahinaj | "Shi në shkretetirë" |
| 54 | Anjeza Shahini    | "Energji"            |
| 55 | Big Mama          | "Valentina"          |
| 55 | Rosela Gjylbegu   | "Rri më mua"         |
| 56 | Rovena Dilo       | "Gjeje një tjetër"   |

## Semifinaler
Den första semifinalen hölls 11 december 2014 i Pallati i Kongreseve i Tirana. I den första semifinalen deltar 23 artister. Den följdes av semifinal 2 som hålls dagen därpå, 12 december.
| Nr | Artist                   | Låt                      |
| -- | ------------------------ | ------------------------ |
| 1  | Revolt Klan              | "Fillim i ri"            |
| 2  | Selma Bekteshi           | "Vështro"                |
| 3  | Ardit Cuni               | "Digju"                  |
| 4  | Leart Ajeti              | "Ende të dua"            |
| 5  | Eva Imeri                | "S'të mjafton një zemër" |
| 6  | Julian Gjojdeshi         | "Pse"                    |
| 7  | Bon Bon Band             | "Më ty"                  |
| 8  | Albana Azizi             | "Për jetë"               |
| 9  | Aurel Thëllimi           | "Aktore"                 |
| 10 | Orgesa Zaimi             | "Sa keq"                 |
| 11 | Erik Lloshi              | "Diku të kam parë"       |
| 12 | Rezarta Smaja            | "Shpirt i lirë"          |
| 13 | Ina                      | "Të dua të veshtirë"     |
| 14 | Aldo Bardhi              | "Gjethë vjeshtë"         |
| 15 | Elgit Doda               | "Insta"                  |
| 16 | Alar Band                | "Do jetë vonë"           |
| 17 | Çiljeta                  | "Nuk e di pse më do"     |
| 18 | Endri & Stefi Prifti     | "Mamën ti mos e gënje"   |
| 19 | Xhesika Polo             | "Aura"                   |
| 20 | Leonora Poloska & Kanita | "Digjëm për ty"          |
| 21 | Vedat Ademi              | "Asgjë njësoj"           |
| 22 | Kejsi Tola               | "Iceberg"                |
| 23 | Genta Ismajli            | "Majë"                   |

| Nr | Artist                        | Låt                       |
| -- | ----------------------------- | ------------------------- |
| 1  | Eni Zala & Egzona             | "Hala i jemi"             |
| 2  | Irkenc Hyka                   | "Ajo"                     |
| 3  | Amarildo Shahinaj             | "Shi në shkretetirë"      |
| 4  | Deborah                       | "Për ty"                  |
| 5  | Lorna                         | "Selfie"                  |
| 6  | Kelly                         | "Asaj"                    |
| 7  | Kastro Zizo                   | "Vaj medet"               |
| 8  | Voltan Prodani & Classic Boys | "Ëndërrontë të vallëzoje" |
| 9  | Marjeta Billo                 | "Nesë mundësh"            |
| 10 | The Curlies                   | "Nuk ke"                  |
| 11 | Anxhela Peristeri             | "Ai po ikën"              |
| 12 | Alex                          | "Kristal"                 |
| 13 | Burn                          | "Kohën do ktheja prapë"   |
| 14 | Big Mama                      | "Valentina"               |
| 15 | Renis Gjoka                   | "Dashuria ime ti"         |
| 16 | Kledi Bahiti                  | "Rastësi"                 |
| 17 | Anjeza Shahini                | "Energji"                 |
| 18 | Rosela Gjylbegu               | "Rri më mua"              |
| 19 | Rovena Dilo                   | "Gjeje një tjetër"        |
| 20 | Orinda Huti & Landi           | "Winnie Winnie Pooh"      |
| 21 | Rezarta Shkurta               | "E dehur"                 |
| 22 | Aurela Gaçe & Young Zerka     | "Pa kontroll"             |

## Final
Tävlingen vanns av Aurela Gaçe och Young Zerka med låten "Pa kontroll". Tvåa kom Vedat Ademi och trea kom Rosela Gjylbegu.

### Huvudpriset
Nedan listas deltagarna efter slutresultat i huvudtävlingen. Poäng står inom parentes.
| 1. Aurela Gaçe ft. Young Zerka (921) 2. Vedat Ademi (845) 3. Rosela Gjylbegu (812) 4. Endri & Stefi Prifti (775) 5. Kejsi Tola (682) 6. Renis Gjoka (544) 7. Erik Lloshi (541) 8. Kledi Bahiti (538) 9. Anjeza Shahini (512) 10. Çiljeta (492) 11. Leonora Poloska ft. Kanita (474) 12. Elgit Doda (464) 13. Xhesika Polo (456) 14. Genta Ismajli (405) 15. Rezarta Smaja (379) 16. Kastro Zizo (356) 17. Bon Bon Band (351) 18. Rovena Dilo (333) 19. Orinda Huti ft. Landi (328) 20. Rezarta Shkurta (316) 21. Alar Band (314) 22. Anxhela Peristeri (308) | 23. Burn (288) 24. Julian Gjojdeshi (288) 25. Marjeta Billo (282) 26. Voltan Prodani ft. Classic Boys (272) 27. Aurel Thëllimi (268) 28. Eni Zala & Egzona (265) 29. Alex (229) 30. Ardit Cuni (228) 31. Revolt Klan (187) 32. Big Mama (179) 33. Amarildo Shahinaj (176) 34. The Curlies (150) 35. Orgesa Zaimi (148) 36. Kelly (140) 37. Aldo Bardhi (109) 38. Selma Bekteshi (95) 39. Eva Imeri (86) 40. Leart Ajeti (82) 41. Albana Azizi (81) 42. Irkenc Hyka (81) 43. Lorna (80) 44. Ina (63) 45. Deborah (62) |

### Övriga priser
Utöver huvudpriset delades ytterligare 21 priser ut. 
| Artist                      | Låt                    | Plats | Poäng | Pris                       |
| --------------------------- | ---------------------- | ----- | ----- | -------------------------- |
| Kejsi Tola                  | "Iceberg"              | 5     | 682   | Çmimi i Produksionit       |
| Elgit Doda                  | "Insta"                | 12    | 464   | Çmimi Best New Artist      |
| Renis Gjoka                 | "Dashuria ime ti"      | 6     | 544   | Çmimi Best Vocal           |
| Orinda Huta & Landi         | "Winnie Winnie Pooh"   | 19    | 328   | Çmimi Best Performance     |
| Rezarta Shkurta             | "E dehur"              | 20    | 316   | Çmimi Kënga Stil           |
| Xhesika Polo                | "Aura"                 | 13    | 456   | Çmimi Çesk Zadeja          |
| Rovena Dilo                 | "Gjeje një tjetër"     | 18    | 333   | Çmimi TV Klan              |
| Bon Bon Band                | "Më ty"                | 17    | 351   | Çmimi Best Group           |
| Rezarta Smaja               | "Shpirt i lirë"        | 15    | 379   | Çmimi Magjia e Parë        |
| Kledi Bahiti                | "Rastësi"              | 8     | 538   | Çmimi Kantautori më i mirë |
| Kastro Zizo                 | "Vaj medet"            | 16    | 356   | Çmimi Best Dance           |
| Çiljeta                     | "Nuk e di pse më do"   | 10    | 492   | Çmimi i Internetit         |
| Erik Lloshi                 | "Diku të kam parë"     | 7     | 541   | Çmimi AMC Vitamina         |
| Anjeza Shahini              | "Energji"              | 9     | 512   | Çmimi Tendencë             |
| Leonora Poloska & Kanita    | "Digjëm për ty"        | 11    | 474   | Çmimi Best Duet            |
| Big Mama                    | "Valentina"            | 32    | 179   | Çmimi RTV 21               |
| Aurela Gaçe ft. Young Zerka | "Pa kontroll"          | 1     | 921   | Çmimi Kënga Hit            |
| Vedat Ademi                 | "Asgjë njësoj          | 2     | 845   | Çmimi i Kritikës           |
| Endri & Stefi Prifti        | "Mamën ti mos e gënje" | 4     | 775   | Çmimi Diskografik          |
| Rosela Gjylbegu             | "Rri më mua"           | 3     | 812   | Çmimi Best Baladë          |
| Genta Ismajli               | "Majë"                 | 14    | 405   | Çmimi i Interpretimit      |